# 库尔德斯坦自由生活党
库尔德斯坦自由生活党（缩写为PJAK）是伊朗库尔德斯坦的一个非法的左翼政党。该党成立于2004年。该党自成立以来，一直致力于通过武装斗争反对伊朗政府，争取伊朗库尔德斯坦人民的自决权利。该党的意识形态是库尔德民族主义、民主邦联主义、民主社会主义、自由意志社会主义。该党的领袖是Abdul Rahman Haji Ahmadi和Evindar Renas。该党的武装翼是“东库尔德斯坦部队”，妇女翼是“妇女保卫力量”。该党是库尔德斯坦社群联盟的成员。该党被认为是库尔德斯坦工人党在伊朗库尔德斯坦的分支。